# Otto Hunsche
Heinrich Otto Hunsche (* 15. September 1911 in Recklinghausen; † 2. September 1994 in Mülheim an der Ruhr) war ein deutscher Jurist und Regierungsrat im Reichssicherheitshauptamt (RSHA). Hunsche war als Angehöriger des Sonderkommandos Eichmann maßgeblich an der Deportation der Juden in Ungarn beteiligt und wurde deswegen 1969 zu zwölf Jahren Haft verurteilt.

## Biografie
Der Sohn eines Kaufmanns studierte Rechtswissenschaften in Tübingen (Mitglied der Studentenverbindung VDSt Tübingen) und wurde promoviert. Er trat 1933 der SA und 1935 dem NSRB bei. Am 23. Juni 1937 beantragte er die Aufnahme in die NSDAP und wurde rückwirkend zum 1. Mai desselben Jahres aufgenommen (Mitgliedsnummer 4.877.864). Als Hilfsrichter war er 1938 am Landgericht Elbing tätig.  Nachdem er 1939 bei der Gestapo eine Anstellung gefunden hatte, fungierte er ab 1940 bei der Gestapo-Leitstelle in Berlin und bald darauf vertretungsweise als Leiter der Düsseldorfer Gestapo. Ab November 1941 war er als vertretender Sachgebietsleiter und ab Herbst 1942 als Sachgebietsleiter in dem sogenannten Eichmannreferat (IV B 4b – Recht) des RSHA unter Adolf Eichmann tätig. Seine Aufgaben umfassten Rechtsfragen, die insbesondere die Aberkennung der Staatsangehörigkeit und Konfiszierung des Vermögens der Deportationsopfer betrafen. Hunsche, der autorisiert war, die Uniform eines SS-Hauptsturmführers zu führen, war im Oktober 1942 Teilnehmer einer der Folgekonferenzen der Wannseekonferenz zur „Endlösung der Judenfrage“ im RSHA.

## Sonderkommando Eichmann
Hunsche war von März bis November 1944 Angehöriger des Sonderkommandos Eichmann, das den Auftrag hatte, „die ungarischen Juden aus dem öffentlichen Leben auszuschalten und zu konzentrieren, danach zu deportieren und sie mit Ausnahme der voll Arbeitsfähigen zu vernichten.“ Er war in diesem Rahmen auch als Rechtsberater für „Judenfragen“ im ungarischen Innenministerium tätig. Noch nach dem offiziellen Ende der „Ungarn-Aktion“ organisierte Hunsche auf eigene Verantwortung die Deportation ungarischer Juden aus dem Internierungslager Kistarcsa in das KZ Auschwitz-Birkenau.
Am 16. April 1945 begleiteten Otto Hunsche und Hermann Krumey den Repräsentanten des Jüdischen Rettungskomitees Budapest, Rudolf Kasztner, in das Ghetto Theresienstadt zu einer Aufführung des Propagandafilms „Theresienstadt. Ein Dokumentarfilm aus dem jüdischen Siedlungsgebiet“, um der ausländischen „Greuelpropaganda“ bezüglich der Massenmorde an Juden entgegenwirken zu können.

## Nach Kriegsende
Hunsche wurde am 12. Mai 1945 auf einer Alm bei Altaussee festgenommen und war anschließend bis 1948 interniert. Nach seiner Entlassung aus dem Internierungslager Esterwegen wurde er im Rahmen der Entnazifizierung als „Mitläufer“ eingestuft. Ab 1954 war Hunsche in Datteln als Rechtsanwalt tätig. Hunsches Kurzvita war im Braunbuch der DDR aufgeführt.
Gegen die Angehörigen des „Sonderkommando Eichmann“ wurde nach Kriegsende aufgrund der Deportationen der ungarischen Juden ermittelt. Während Adolf Eichmann 1961 in Jerusalem zum Tode verurteilt und später hingerichtet wurde, kamen Hunsche und Eichmanns Stellvertreter Krumey erstmals 1957 in Untersuchungshaft. Hunsche wurde wegen Beihilfe zum Mord 1962 vom Landgericht Frankfurt am Main zu fünf Jahren Zuchthaus verurteilt. Aufgrund der Untersuchungshaft und weiterer Umstände musste er nur zwei der fünf Jahre Haftstrafe verbüßen und wurde bereits im Februar 1963 aus der Haft entlassen. Dieses Urteil hob der Bundesgerichtshof (BGH) jedoch am 20. Mai 1963 auf mit der Maßgabe einer Korrektur des Strafmaßes. Das Verfahren wurde daraufhin mit dem von Krumey verbunden und als Krumey-Hunsche-Prozess bekannt. In diesem Prozess wurde Hunsche, der von Hans Laternser verteidigt wurde, am 3. Februar 1965 freigesprochen. Krumey wurde zu fünf Jahren Zuchthaus verurteilt. Nachdem auch dieses Urteil vom BGH aufgehoben wurde, kam es zu einem erneuten Prozess. Am 29. August 1969 wurde Hunsche wegen Beihilfe zum Mord zu zwölf Jahren und Krumey wegen Mordes zu einer lebenslangen Freiheitsstrafe verurteilt.
Über Hunsches weiteren Lebensweg ist nichts bekannt.